# Heinrich Leonhards Skuja
Heinrich Leonhards Skuja (Majori, Letónia, 8 de setembro de 1892 — Estocolmo, 9 de julho de 1972), em letão Heinrihs Leonhards Skuja, foi um botânico que se notabilizou como ficologista.

## Biografia
Skuja ensinou biologia numa escola em Riga de 1920 a 1923. De 1923 a 1929 estudou na Universidade da Letónia, em Riga, e recebeu o diploma Mag. ré. nat. Terminado o curos, trabalhou no Instituto de Sistemática das Plantas de Riga. 
Em 1943 ele recebeu seu doutoramento em Ciências Naturais (Dr. rer. nat.). Em 1944 mudou-se para Uppsala, onde lecionou de 1947 a 1961 na Universidade de Uppsala.
Em 1958, recebeu um doutoramento honorário da Universidade de Uppsala. Em 1962 recebeu o Prémio Björken.
Entre os taxa por ele descritos conta-se o género Achroonema, de bactérias, com posição taxonómica incerta. Os géneros Skujaella, Skujaephyconema, Skujamonas e Skujapelta são nomeados em sua homenagem.

## Publicações
Entre muitas outras obras, Heinrich Skuja é autor das seguintes publicações:
- Skuja, H. (1926/28): Vorabeiten zu einer Algenflora von Lettland I–IV. – Acta Horti Botanici Universitatis Latviensis 1–3, Riga. Nachdruck: (Koeltz) Königstein.
- Skuja, H. (1932). Beitrag zur Algenflora Lettlands I. Acta Horti Bot Univ Latviensis 7: 25–85, .
- Skuja, H. (1938). Die phylogenetischen Entwicklungsrichtungen bei den Protisten. Acta Biol. Latvica, 8:1-26, .
- Skuja, H. (1939). Beitrag zur Algenflora Lettlands II. Acta Horti Bot Univ Latviensis 11/12: 41–169, .
- Skuja, H. (1948): Taxonomie des Phytoplanktons einiger Seen in Uppland, Schweden. 39 Taf. – Symbolae Botanicae Upsalienses. 9, 3: 1–399, Uppsala. Nachdruck: (Koeltz) Königstein, .
- Skuja, H. (1956): Taxonomische und biologische Studien über das Phytoplankton schwedischer Binnengewässer. 63 Taf. – Nova Acta Regiae Societatis Scientiarum Upsaliensis Ser. 4, 16, 3: 1–404, Uppsala. Nachdruck: (Koeltz) Königstein, .
- Skuja, H. (1964): Grundzüge der Algenflora und Algenvegetation der Fjeldgegenden um Abisko in Schwedisch-Lappland. 69 Taf. – Nova Acta Regiae Societatis Scientiarum Upsaliensis Ser. 4, 18, 3: 1–465, Uppsala. Nachdruck: (Koeltz) Königstein, .